# کریمری پکیج (آرکانزاس)
کریمری پکیج (به انگلیسی: Creamery Package) یک منطقهٔ مسکونی در ایالات متحده آمریکا است که در شهرستان میسیسیپی، آرکانزاس واقع شده‌است. کریمری پکیج ۷۱ متر بالاتر از سطح دریا واقع شده‌است.